# Довбиші
До́вбиші — село в Україні, у Чуднівській міській територіальній громаді Житомирського району Житомирської області. Чисельність населення становить 114 осіб (2001).

## Населення

### Мова
Розподіл населення за рідною мовою за даними перепису 2001 року:
| Мова       | Кількість | Відсоток |
| ---------- | --------- | -------- |
| українська | 111       | 97.37 %  |
| російська  | 3         | 2.63 %   |
| Усього     | 114       | 100 %    |

## Історія
До 11 липня 2018 року село входило до складу Красногірської сільської ради Чуднівського району Житомирської області.

## Відомі люди
- Бортовський Матвій Несторович (1918—1962) — полковник Радянської Армії, учасник радянсько-фінської та радянсько-німецької воєн, Герой Радянського Союзу (1945).
- Оболєнцев Віктор Миколайович (1971—2014) — молодший сержант Збройних сил України, учасник російсько-української війни.